# Pararistolochia promissa
Pararistolochia promissa là một loài thực vật có hoa trong họ Aristolochiaceae. Loài này được (Mast.) Keay mô tả khoa học đầu tiên năm 1952.